# Papa Luciani - Il sorriso di Dio
Papa Luciani - Il sorriso di Dio è una miniserie televisiva italiana che narra la vita di papa Giovanni Paolo I, al secolo Albino Luciani, trasmessa il 23 e il 24 ottobre 2006.

## Trama
Albino Luciani obbedendo a una vocazione perentoria, si fa sacerdote nel suo piccolo paese natio, Canale d’Agordo nel bellunese, e da qui in avanti con grande umiltà e saldezza di fede si merita la stima di Vescovi e Papi che lo chiamano a ricoprire posti di sempre maggiore responsabilità, vescovo di Vittorio Veneto prima e Patriarca di Venezia poi. Come profetizzato da Suor Lucia, la sola dei tre pastorelli di Fatima all’epoca ancora vivente, nel 1978 viene eletto Papa e sceglie il nome di Giovanni Paolo I. Il suo breve papato, durato solo 33 giorni, è vissuto nel nome del Signore e nell'obbedienza totale alla Sua volontà, predicando l’amore per i deboli e il ritorno ad una Chiesa attenta ai valori fondamentali.

## Critiche
La miniserie è stata criticata per i ritratti non corrispondenti alla realtà di alcuni personaggi (in particolar modo dei cardinali del Concilio) e perché sposa, seppur non apertamente, la tesi del complotto, che secondo la miniserie sarebbe emersa già nei giorni successivi alla morte.
In particolare, il cardinale Tarcisio Bertone ha criticato pesantemente lo sceneggiato, giudicandolo parziale, non storicamente corretto  e colpevole di aver descritto quasi malvagiamente alcuni personaggi come l'arcivescovo Paul Marcinkus o il segretario di Stato Jean-Marie Villot.